# Juan Carlos Blanco Fernández
Juan Carlos Blanco Fernández (Montevideo, 15 de septiembre de 1847 - 13 de enero de 1910) fue un legislador y ministro uruguayo.

## Familia
Nace en 1847, hijo de Pablo María Blanco Aguruña y Rita Fernández Caballero. Su instrucción básica estuvo a cargo del Colegio de los Padres Escolapios, y en 1865 comienza sus estudios en la Facultad de Derecho.
El 9 de agosto de 1877 contrae matrimonio con Luisa Acevedo Vásquez (hija del jurista Eduardo Acevedo Maturana), fruto del cual nacen siete hijos, Juan Carlos, Pablo, Eduardo, Daniel, Luisa (esposa del Doctor Francisco Soca), María (esposa de Julio Raúl Mendilaharsu) y Sara (esposa de Agustín de Urtubey). A su vez, entre sus nietos se destacan Juan Carlos Blanco Estradé (canciller) y Susana Soca Blanco (poeta y mecenas), así como el médico neurólogo Carlos Mendilaharsu.

## Actuación profesional
En 1868 pueden ubicarse sus primeras actuaciones públicas, entre las que se cuenta la participación como vocal de la primera Comisión Directiva de la Sociedad de Amigos de la Educación Popular, la cual estaba integrada además, por Elbio Fernández, Eduardo Brito del Pino, Carlos Ambrosio Lerena, José Pedro Varela, Carlos María Ramírez, José Arechavaleta, Eliseo Outes y Alfredo Vásquez Acevedo.
En 1870 se recibe de licenciado en derecho. Ese mismo año se convierte en uno de los socios-fundadores del Club Universitario, el cual preside. También fue socio fundador del Ateneo de Montevideo.
En ese momento este club tenía unos ciento treinta afiliados y socios honorarios, entre los que se contaba a varios catedráticos de la Universidad.
Publicó artículos sobre situaciones políticas entre Uruguay y Argentina en el diario El Siglo bajo el seudónimo de "Doctor X" y en otras ocasiones con el seudónimo "Haro". Este último lo utilizó particularmente para firmar artículos en el diario El Plata.

### Carrera política
En 1873 ocupa una banca de diputado por Montevideo. En años sucesivos desempeñó distintos cargos públicos, tanto dentro del Partido Colorado como dentro del Partido Constitucional. También fue elegido varias veces senador y ofició de presidente de este cuerpo legislativo.
Por corto tiempo se ausenta del país ante la dictadura militar de Lorenzo Latorre. A su regreso se adhiere al movimiento intelectual en el cual el Ateneo de Montevideo formaba parte de la vanguardia.
Por unos meses en 1886, se desempeñó como Ministro de Relaciones Exteriores en el "Gabinete de Conciliación" del presidente Máximo Santos.
Entre 1887 y 1889 se le otorga la presidencia del Ateneo de Montevideo, y es allí donde dicta la cátedra de filosofía.
En 1898, bajo la dictadura de Juan Lindolfo Cuestas se desempeña como Presidente del Consejo de Estado del año 1898. Hacia el final de su vida, en 1907 ejerce como presidente del Banco de la República.